# Wolfgang Christoph Raethel
Wolfgang Christoph Raethel (Selbitz, 1663-Neustadt an der Aisch, 1729) fue un eclesiástico, profesor y escritor alemán.

## Biografía
Nació en Selbitz (Baviera) el 12 de abril de 1663. Se graduó de maestro en artes en la Universidad de Jena, siguió la carrera eclesiástica y se dedicó a la enseñanza privada hasta 1689, cuando obtuvo una cátedra de griego y hebreo en el Gymnasium Christian-Ernestinum de Bayreuth. En 1697 llegó a ser superintendente de Neustadt an der Aisch y capellán del margrave Cristián Ernesto en 1702, a quien acompañó en la guerra de Sucesión Española. Murió en Neustadt el 28 de junio de 1729.
Se dedicó a combatir el pietismo y compuso más de setenta obras, entre las que figuran De veterum gymnasio athletico (Jena, 1682), De bibliothecis universalibus, praesertim theologicis (Neustadt, 1714), De historia literaria vitaeque scriptoribus (Neustadt, 1721) y De Bibliotheca Patrum (Neustadt, 1726). Tradujo también al alemán el Manual de Epícteto (Oels, 1690; segunda edición en Núremberg, 1718).